# 吾土吾情
《吾土吾情》（英語：Hong Kong Heritage），是由香港電台電視部製作的半小時文化及歷史研究節目。曾於1995年、2007年及2018年期間製作及播出，主要探討及研究香港傳統歷史文化、文物保育及古今文化變遷。

## 節目內容
三輯節目均無固定主持。第一輯節目主要由對應該集主題的嘉賓或被訪者作嘉賓主持；第二輯及第三輯則只設旁白。其中第二輯由劉秀盈旁白。節目主要探討及研究香港歷史傳統文化及其古今文化變遷，透過介紹香港不同具歷史及文化價值的文物、古蹟、建築或節慶習俗，例如廟宇、學校、炮台、警署及碼頭等，詳細介紹香港的獨特文化，兼且闡述香港開埠以來的歷史。節目又對某些已經拆卸的建築、街道或者景物，例如中環皇后碼頭及有囍帖街之稱的灣仔利東街，進行歷史回顧，透過對比古今同址面貌、訪問相關人士、翻查文獻，以及作實地考察，討論香港城市發展與文化保育之間的種種議題。
第三輯則由鄭子誠旁白，並由香港賽馬會慈善信託基金贊助。

## 各集內容

### 1995年[2]
- 1月10日：第一集〈時間滾軸〉（訪問本地教師之於考古發掘工作之感受；介紹九龍寨城古蹟）
- 1月17日：第二集〈文物待領〉（訪問中學生進行清洗文物工作之感受；訪問香港大學美術博物館前總館長劉唯邁博士有關發掘李鄭屋古墓時的趣聞軼事）
- 1月24日：第三集〈久住他鄉是故鄉〉〈採古入今〉（實地探訪建於香港的客家樓房；訪問建築師林雲對古今文化交融之看法）
- 1月31日：第四集〈唯有讀書高〉（介紹香港數間保存得較為完整的古書院；官方節目重溫[永久]）
- 2月7日：第五集〈廟、人、廟宇〉（介紹香港一些較特別及有代表性的廟宇，如車公廟；官方節目重溫[永久]）
- 2月14日：第六集〈拆建之間〉（透過介紹香港各西式建築及公共設施了解獨特文化面貌）
- 2月21日：第七集〈物古情今〉（介紹上環西港城及中環藝穗會會址）
- 2月28日：第八集〈情溢校園〉（介紹香港各歷史悠久的西式校舍建築，包括香港大學、瑪利諾修院學校、拔萃男書院及前九龍英童學校）
- 3月7日：第九集〈生死延續〉（參觀及介紹上水廖萬石堂、粉嶺龍躍頭松嶺鄧公祠及沙頭角下禾坑二房祠的祭祖儀式）
- 3月14日：第十集〈石頭記〉（介紹香港三個清代炮台：分流炮台、東龍洲炮台及東涌炮台）
- 3月21日：第十一集〈同是古蹟有心人〉（訪問數位關注古蹟保育的人士）
- 3月28日：第十二集〈緣溯歲月〉（介紹香港一些古代石刻，如東龍洲石刻；介紹收藏品明式傢具）
- 4月4日：第十三集〈浮光掠影〉（介紹舊赤柱警署及舊香港仔警署）

### 2007年[3]
旁白：劉秀盈
- 7月19日：第一集〈皇后之後〉（回顧拆卸中環天星碼頭及皇后碼頭的事件，討論城市發展與文化保守的各種取捨）
- 7月26日：第二集〈歸鹽田居〉（訪問西貢鹽田仔的村民；介紹村內三級歷史建築聖若瑟小堂）
- 8月2日：第三集〈長醮長有〉（介紹長洲太平清醮；YouTube節目重溫(第1部分)（页面存档备份，存于）、YouTube節目重溫(第2部分第1節) （页面存档备份，存于）、YouTube節目重溫(第2部分第2節) （页面存档备份，存于））
- 8月9日：第四集〈魚米飄零〉（介紹大澳端午節「神龍游涌」慶典；分析塱原農耕發展）
- 8月16日：第五集〈再建香港〉（回顧灣仔利東街建築群被清拆的事件，反思香港的城市規劃及舊區重建模式對各社區所營造之影響）
- 8月23日：第六集〈尋找失落的空間〉（分析香港各處的「公共空間」對市民生活模式的影響）
- 8月30日：第七集〈舊城演義〉（剖析中環嘉咸街、卑利街一帶的重建計劃對附近居民、商戶的影響）
- 9月6日：第八集〈演變中的傳統〉（介紹香港傳統鄉村打醮儀式）
- 9月13日：第九集〈屏山遊記〉（介紹屏山各鄉村及屏山文物徑）
- 9月20日：第十集〈盂蘭〉 （介紹盂蘭節的來源、節慶文化及香港盂蘭勝會的文化特色）（YouTube節目重溫（页面存档备份，存于））

### 2018年
旁白：鄭子誠
- 1月14日：第一集〈瑞獸麒麟〉（介紹舞龍、舞獅、舞麒麟等民間表演藝術）
- 1月21日：第二集〈戲為神功〉（介紹神功戲）
- 1月28日：第三集〈竹紙有情〉（介紹紙紮紮作）
- 2月4日：第四集〈醫武一家〉（介紹跌打醫術）
- 2月11日：第五集〈南音杳裊〉（介紹南音）
- 2月18日：第六集〈同吃一盆菜〉（介紹盆菜）
- 2月25日：第七集〈醮·有期〉（介紹香港打醮習俗）
- 3月4日：第八集〈醮·變〉（介紹香港打醮習俗及文化演變）
- 3月11日：第九集〈說客家話圍頭〉（介紹圍頭話、客家話等香港本土語言）
- 3月18日：第十集〈偶戲誌〉（介紹木偶戲）

## 播放資訊沿革
首兩輯節目均於無綫電視翡翠台播出，其中1995年第一輯由該年1月10日起定於逢星期二晚上七時正播映。2007年第二輯則由該年7月19日起定於逢星期四晚上七時正播映，以及晚上十一時於有線電視直播新聞台播出，並於香港電台網站提供視像直播及重溫（2008年以前）。第三輯則於2018年在港台電視31播出。

## 獎項

### 2008年
- 憑2007年第二輯〈長醮長有〉單元奪得第二十九屆美國特勒電視節：銅獎[7]

## 外部連結
- 香港電台（2012）：「歲月‧港台」節目資料庫中《吾土吾情》節目重溫[永久]